# بورش باناميرا
بورش باناميرا (بالإنجليزية: Porsche Panamera)‏ هي سيارة يتم إنتاجها من قبل شركة بورش.
اسم السيارة (باناميرا) ماخوذ من اسم سباق السيارات المشهور (باناميركانا). ظهرت السيارة للمرة الأولى سنة 2009 في معرض شانغهاي الدولي للسيارات. وتوفرت في الاسواق العالمية في اواخر العام 2009 كموديل للعام 2010.
بورش باناميرا هي سيارة فاخرة متوسطة / كاملة الحجم (الفئة E في أوروبا) تصنعها شركة بورش الألمانية لصناعة السيارات. وهي بمحرك أمامي ولها تصميم دفع خلفي، مع توفر إصدارات الدفع الرباعي أيضًا.

## المفهوم والوصف

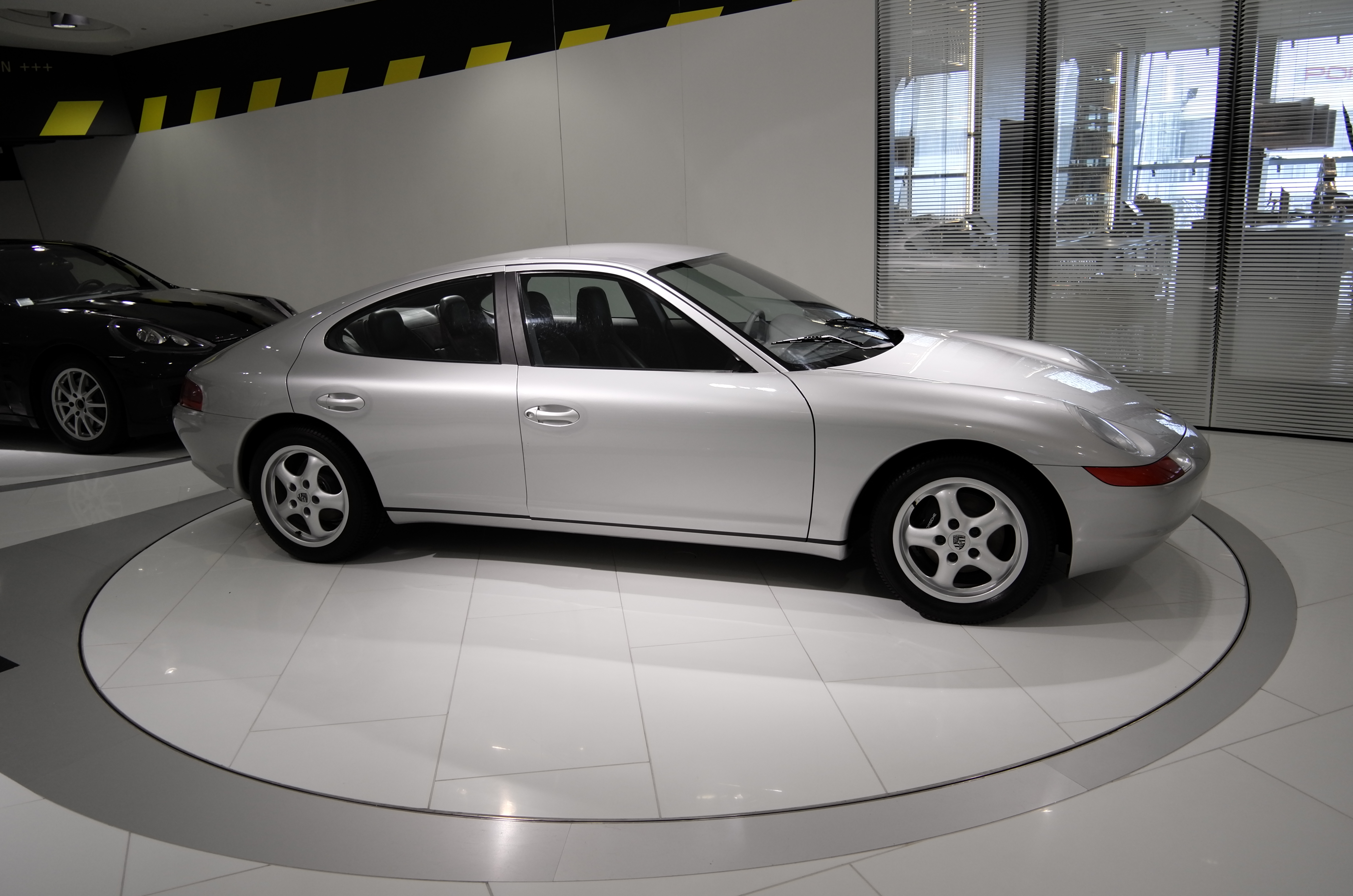
مفهوم بورش 989 في متحف بورش في شتوتغارت في ألمانيا

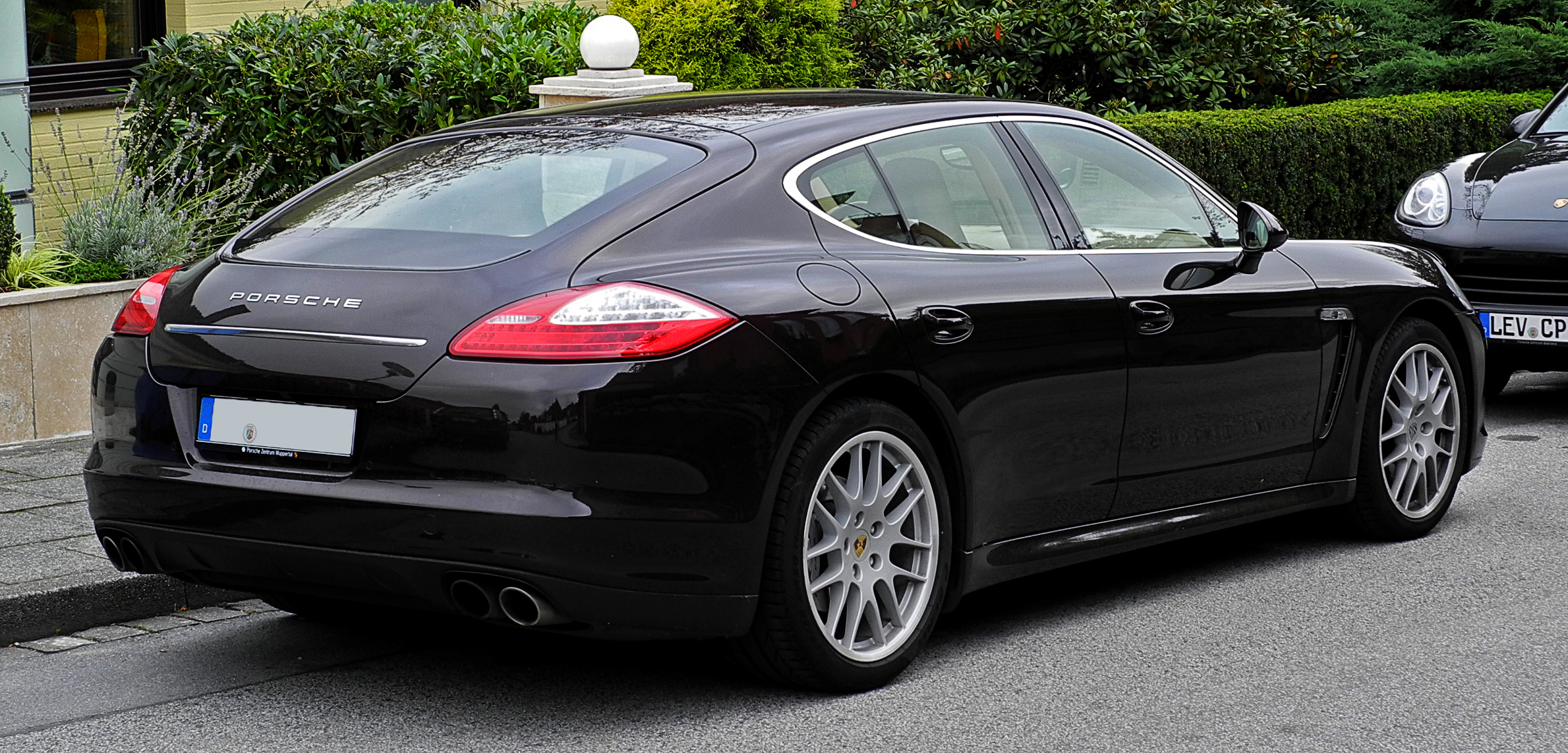
خلفية باناميرا

اسم باناميرا مشتق مثل سلالة بورش كاريرا من سباق كاريرا باناميريكانا. وتعتبر باناميرا بشكل عام الفاكهة التي طال انتظارها لمركبة بورش 989 الاختبارية من أواخر الثمانينيات.

مثل بورش كايين أس يو في (التي أصبحت السيارة الأكثر مبيعًا في العلامة التجارية) أزعجت باناميرا العديد من أنصار بورش، حيث كان يُنظر إليها على أنها محاولة لتوسيع جاذبية بورش بما يتجاوز جاذبية المشجعين المتشددين. وكانت باناميرا تتعارض مع عروض الشركة المميزة، ولا سيما السيارات الرياضية الخفيفة ذات المحرك الخلفي ذات البابين مثل 911. ومن ناحية أخرى تعتبر باناميرا سيارة فاخرة كاملة الحجم، تزن حوالي 4000 رطل (1800 كجم) بأربعة أبواب ومحركها مثبت في المقدمة. ويشبه مظهر باناميرا بغطاء محركها الطويل وفتحتها الخلفية طراز 911 الممتد. إذ تتميز 911 بتصميم داخلي متناثر، حيث ركزت على الأداء الخام، بينما تتميز باناميرا بتصميم داخلي فاخر مليء بوسائل الراحة التكنولوجية الحديثة وتنجيد جلدي باهظ الثمن.

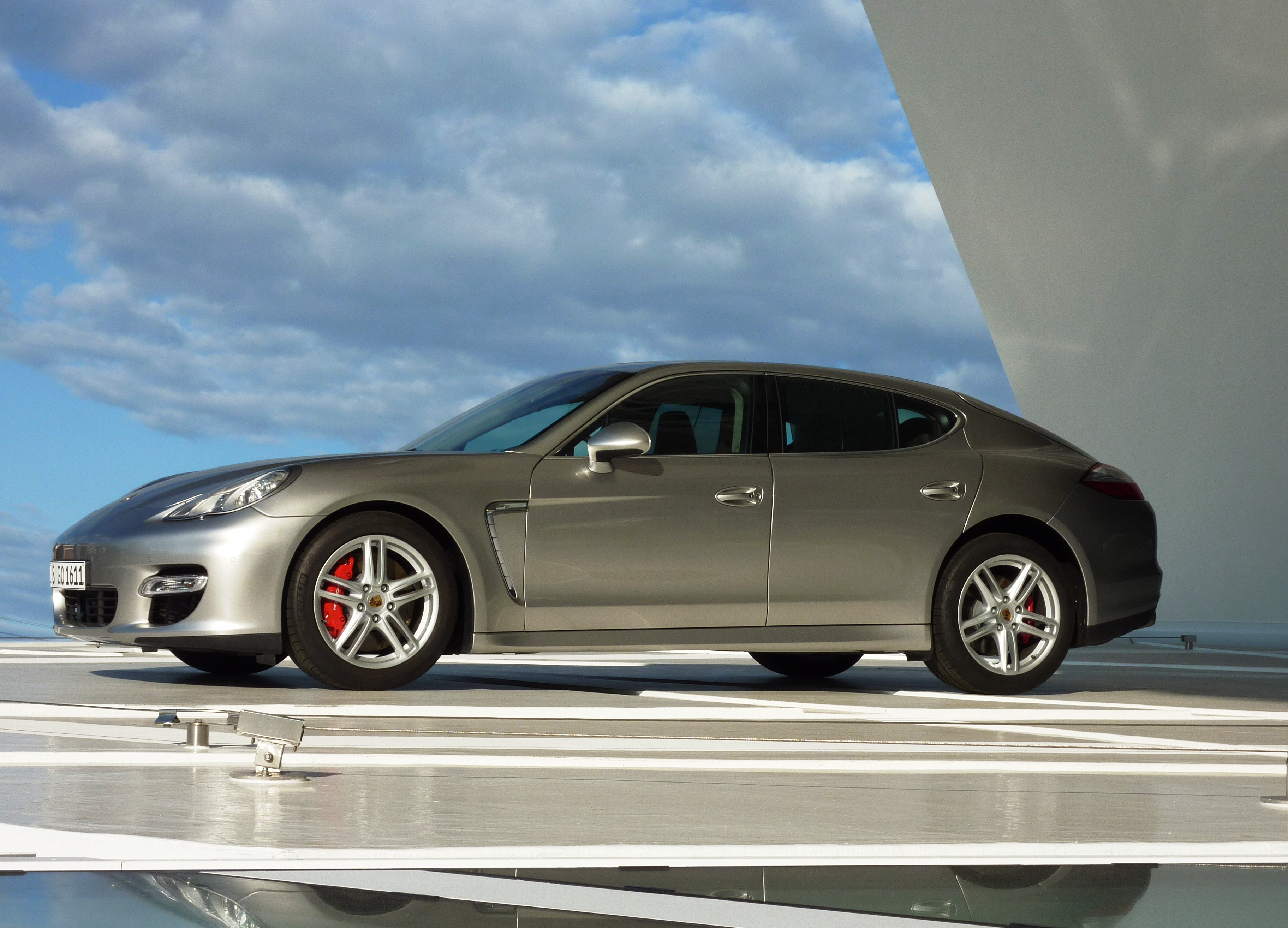
باناميرا في معرض بورش

## الإنتاج

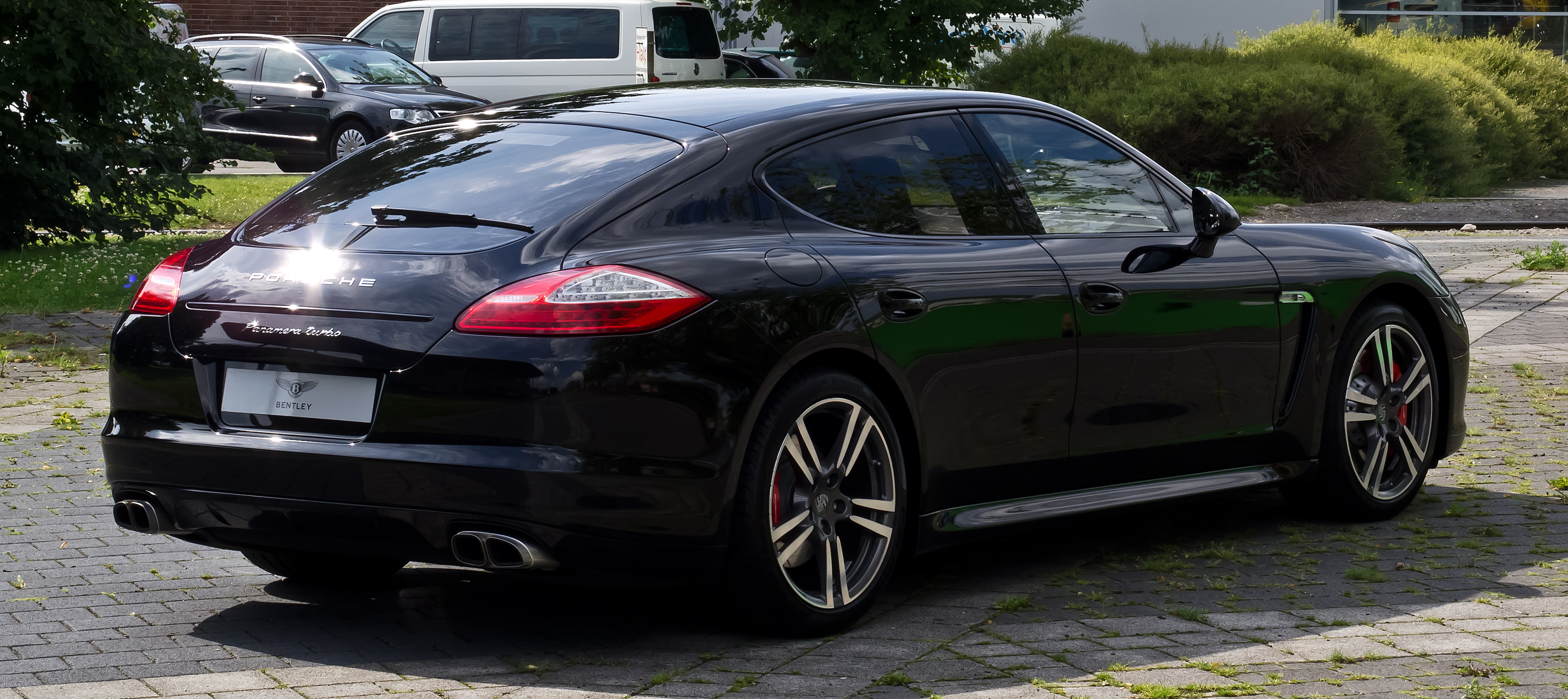
الجيل الأول من باناميرا تيربو

تم تجميع المحركات لأول مرة في شتوتغارت وتم بناء هيكل السيارة ودهانها وتجميعها في لايبزيغ بألمانيا إلى جانب كايين وماكان. فمن عام 2009 إلى عام 2016 تم بناء الهياكل في منشأة مجموعة فولكس فاجن في هانوفر.
بدأ الإنتاج في أبريل 2009 بعد شهر واحد من ظهورها لأول مرة في معرض شنغهاي للسيارات [الإنجليزية] في الصين.

## الجيل الأول (970 شاسيه جي1؛ 2010-2016)
كانت طرازات باناميرا إس و4أس وتوربيني التي تعمل بمحرك في8 هي الإصدارات الأولى التي ظهرت لأول مرة في عام 2009. وبالإضافة إلى محرك في8 سعة 4.8 لتر توين توربو 500 حصان PS (368 كيلو واط؛ 493 حصان hp)، أطلقت بورش طرازين آخرين في عام 2010: باناميرا وباناميرا 4 اللتين تعملان بمحرك في6 سعة 3.0 لتر و 3.6 لتر ينتج 300 PS (221 كيلوواط، 296 حصان).
نظرًا لأنه مشتق من محرك في8 من باناميرا إس وباناميرا 4 إس فإن المحرك في6 يحتفظ بتقنيات في8 مثل حقن الوقود المباشر، وتعديل عمود كامات السحب المتغير بشكل لا نهائي مع رفع الصمام المتغير فاريو كام بلس (VarioCam Plus)، ومضخة الزيت عند الطلب وتبريد المياه مع الإدارة الحرارية ومشعب السحب المتغير، بالإضافة إلى التشحيم بالحوض الجاف المتكامل مع استخلاص الزيت على مرحلتين، ووظيفة التشغيل والإيقاف التلقائي (فقط مع ناقل الحركة PDK). ويستخدم إصدار توربيني (Turbo) الديناميكا الهوائية النشطة مع جناح خلفي قابل للتعديل متعدد المراحل. وتتضمن حزم كرونو الرياضية الاختيارية زر سبورت بلس، الذي يحتوي على تخميد أكثر إحكاما ونوابض هوائية، ويخفض جسم السيارة بمقدار 25 مم (1.0 بوصة).
في عام 2011 تمت إضافة طرازات باناميرا إس هايبرد  وديزل وتوربو إس ومتغيرات جي تي أس إلى المجموعة. وتحقق GTS تسارعًا جانبيًا يبلغ 0.96 جرامًا.
طرازات باناميرا وإس وهايبرد وديزل هي عبارة عن نظام دفع خلفي، في حين أن باناميرا 4 و4 إس وجي تي إس لها نفس نظام الدفع الرباعي مثل توربو وتوربو إس، وتسمى نظام بورشه لإدارة الجر (بالإنجليزية: Porsche Traction Management (PTM))‏.
تتميز باناميرا بنظام تعليق هوائي متكيف، ونظام بورشه للتحكم الديناميكي بالهيكل (PDCC)، وقضبان منع انقلاب نشطة ونظام بورشه لإدارة التعليق النشط (PASM).

### محركات
| طراز السيارة      | سعة المحرك & شكل محرك     | (max) الأعلى. القوة المحركة عند كل دورة في الدقيقة | max. عزم الدوران عند دورة في الدقيقة rpm | max السرعة الأعلى    | انبعاثات ثاني أكسيد الكربون CO2 |
| ----------------- | ------------------------- | -------------------------------------------------- | ---------------------------------------- | -------------------- | ------------------------------- |
| Panamera          | 3.6 litre V6              | 300 PS (221 كـو؛ 296 حصان) at 6,200 كيلوواط        | 400 ن·م (295 رطلق·قدم) at 3,750–4,250    | 261 كم/س (162 ميل/س) | 265 g/km (manual)               |
| Panamera 4        | 3.6 litre V6              | 300 PS (221 كـو؛ 296 حصان) at 6,200                | 400 ن·م (295 رطلق·قدم) at 3,750–4,250    | 257 كم/س (160 ميل/س) | 225 g/km                        |
| Panamera Diesel   | 3.0 litre V6 turbodiesel  | 250 PS (184 كـو؛ 247 حصان) at 3,800                | 550 ن·م (406 رطلق·قدم) at 1,750–2,750    | 244 كم/س (152 ميل/س) | 172 g/km                        |
| Panamera S Hybrid | 3.0 litre V6 supercharged | 380 PS (279 كـو؛ 375 حصان) at 5,500                | 580 ن·م (428 رطلق·قدم) at 3,000–5,250    | 270 كم/س (168 ميل/س) | 167 g/km                        |
| Panamera S        | 4.8 litre V8              | 400 PS (294 كـو؛ 395 حصان) at 6,500                | 500 ن·م (369 رطلق·قدم) at 3,500–5,000    | 285 كم/س (177 ميل/س) | 293 g/km (manual)               |
| Panamera 4S       | 4.8 litre V8              | 400 PS (294 كـو؛ 395 حصان) at 6,500                | 500 ن·م (369 رطلق·قدم) at 3,500–5,000    | 282 كم/س (175 ميل/س) | 254 g/km                        |
| Panamera GTS      | 4.8 litre V8              | 430 PS (316 كـو؛ 424 حصان) at 6,700                | 520 ن·م (384 رطلق·قدم) at 3,500–5,000    | 288 كم/س (179 ميل/س) | 256 g/km                        |
| Panamera Turbo    | 4.8 litre V8 twin turbo   | 500 PS (368 كـو؛ 493 حصان) at 6,000                | 700 ن·م (516 رطلق·قدم) at 2,250–4,500    | 303 كم/س (188 ميل/س) | 270 g/km                        |
| Panamera Turbo S  | 4.8 litre V8 twin turbo   | 550 PS (405 كـو؛ 542 حصان) at 6,000                | 750 ن·م (553 رطلق·قدم) at 2,250–4,500    | 306 كم/س (190 ميل/س) | 270 g/km                        |

## الجيل الثاني (971 شاسيه جي2؛ 2017 وحتى الآن)
تم الكشف عن الجيل الثاني من باناميرا في 28 يونيو 2016 في حدث خاص في برلين بألمانيا. الاسم الرمزي 971 ويبلغ 35 ملم (1.4 بوصة) أطول من الجيل الأول باناميرا و5 ملم (0.2 بوصة) أعرض من الجيل الأول باناميرا و5 ملم (0.2 بوصة) أطول من الجيل الأول باناميرا، مع قاعدة عجلات أطول 30 ملم (1.2 بوصة). ويتميز التصميم الداخلي بتصميم جديد للوحة القيادة، مع أسطح حساسة للمس تحل محل مجموعة أزرار الجيل السابق. ويعود مقياس سرعة الدوران المركب مركزيًا أيضًا إلى عام 1955 بورش 356 أ.

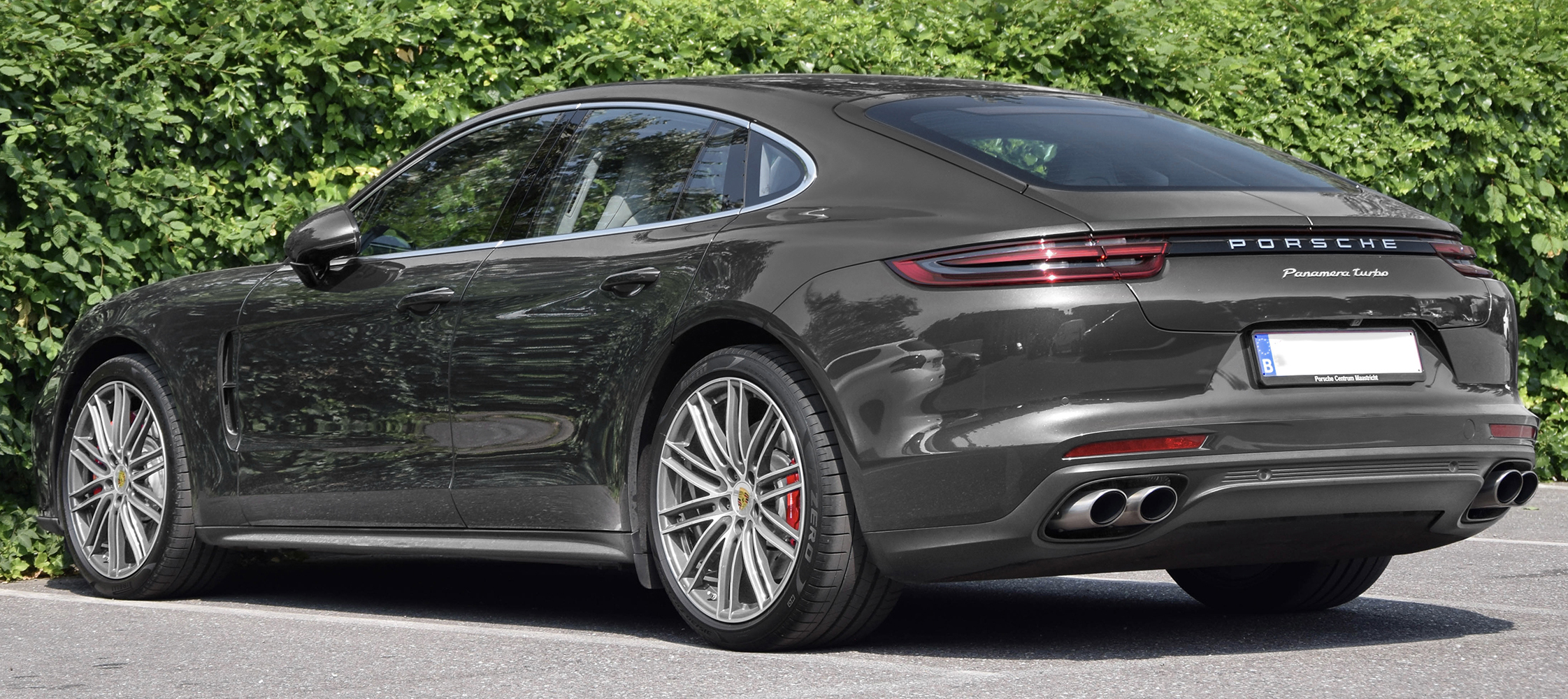
بورش باناميرا توربو فاستباك سيدان (أوروبا)

تشتمل السيارة الجديدة على شاشتين مقاس 7 بوصات بدلاً من الأقراص، بالإضافة إلى شاشة تعمل باللمس مقاس 12.3 بوصة تتميز بملاحة عبر الأقمار الصناعية عبر الإنترنت وتكامل أبل كاربلاي ونظام تحكم صوتي محدث. ويوجد تحت غطاء المحرك مجموعة جديدة من المحركات، مع توفر فقط باناميرا 4S و4S ديزل وتوربو الرائد متوفرة منذ الإطلاق.
في مارس 2017 كشفت بورش النقاب عن باناميرا توربو إس إي هايبرد (بالإنجليزية: Panamera Turbo S E-Hybrid)‏، وهو محرك هجين إضافي لعام 2018. ستتلقى توربو إس إي هايبرد محرك 4.0 لتر V8 من باناميرا توربو، ولكن سيتم إقرانها أيضًا بمحرك كهربائي. وستبلغ قوة النظام الإجمالية 680 حصانًا (500 كيلوواط، 671 حصانًا)، مما يجعلها ثالث أقوى سيارة بورش على الإطلاق، بعد 918 سبايدر و991 جي تي 2 آر إس.
في أغسطس 2017 تم حذف باناميرا 4أس ديزل وباناميرا سبورت توريزمو 4أس ديزل من موقع بورش الألماني ومكونه. اكتشفت مجلة السيارات الألمانية السيارات والرياضة (Auto motor und sport) الكمية الأعلى المسموح بها والتي تزيد مرة ونصف عن الحد القانوني أثناء اختبار العادم. كانت المشكلة مع محفز SCR وحقن اليوريا. وفي سبتمبر 2018 أعلنت بورش أن الشركة قررت عدم تقديم الدفع بالديزل في المستقبل.
في صيف 2020 تم إجراء تعديلات طفيفة على موديل باناميرا الجديد حسب ما أورده الموقع الألماني الرسمي لبورش لإطلاقها كموديل سنة 2021، إلا أن السيارة حاليا تخضع لبعض التعديلات الجديدة حسب ما أورده موقع Autonews في صور مسربة جديدة للسيارة بقرب موقع الشركة في Zuffenhausen بإشتمالها على فتحات مصد أمامي أكبر ومصابيح LED نهارية عمودية. ميكانيكياً شهدت باناميرا 2021 تعديلات كبيرة بالنسبة لموديل 2017 على مستوى خيارات الطرازات من خلال إدراج حزمة جديدة للمحركات حسب ما أورده موقع سيارات Edmunds، والجدير بالذكر أن 14 موديل كامل توفره بورشه للعملاء مع محركات هايبرد جديدة وقوية.

## التصنيع
تصنع محركات السيارة في شتوتغارت في جنوب ألمانيا. ويصنع هيكل السيارة في مصنع الشركة الشقيقة فولكس فاجن في هانوفر شمال ألمانيا. ويتم تجميع السيارة في مصنع بورش في لايبتسيغ شرق ألمانيا.

## المحركات

### محرك V6
أحد خيارات السيارة هو محرك 6 سلندر بحجم 3600 سي سي وقوة 300 حصان.
وياتي هذا المحرك على طرازين هما :
- باناميرا
- باناميرا 4

### محرك V8
وهو أكبر محرك توفره الشركة. محرك 8 سلندر بحجم 4800 سي سي. وتختلف قوة المحرك باختلاف الطراز.
- باناميرا اس : 400 حصان
- باناميرا 4 اس : 400 حصان
- باناميرا جي تي اس : 430 حصان
- باناميرا توربو : 500 حصان
- باناميرا توربو اس : 550 حصان

### محرك ديزل
وهذا المحرك مخصص للسوق الاوربية. 6 سلندر توربو بحجم 3000 سي سي وقوة 250 حصان.

## تغيير واجهة السيارة
تم تغيير شكل مقدمة باناميرا لموديل 2013.

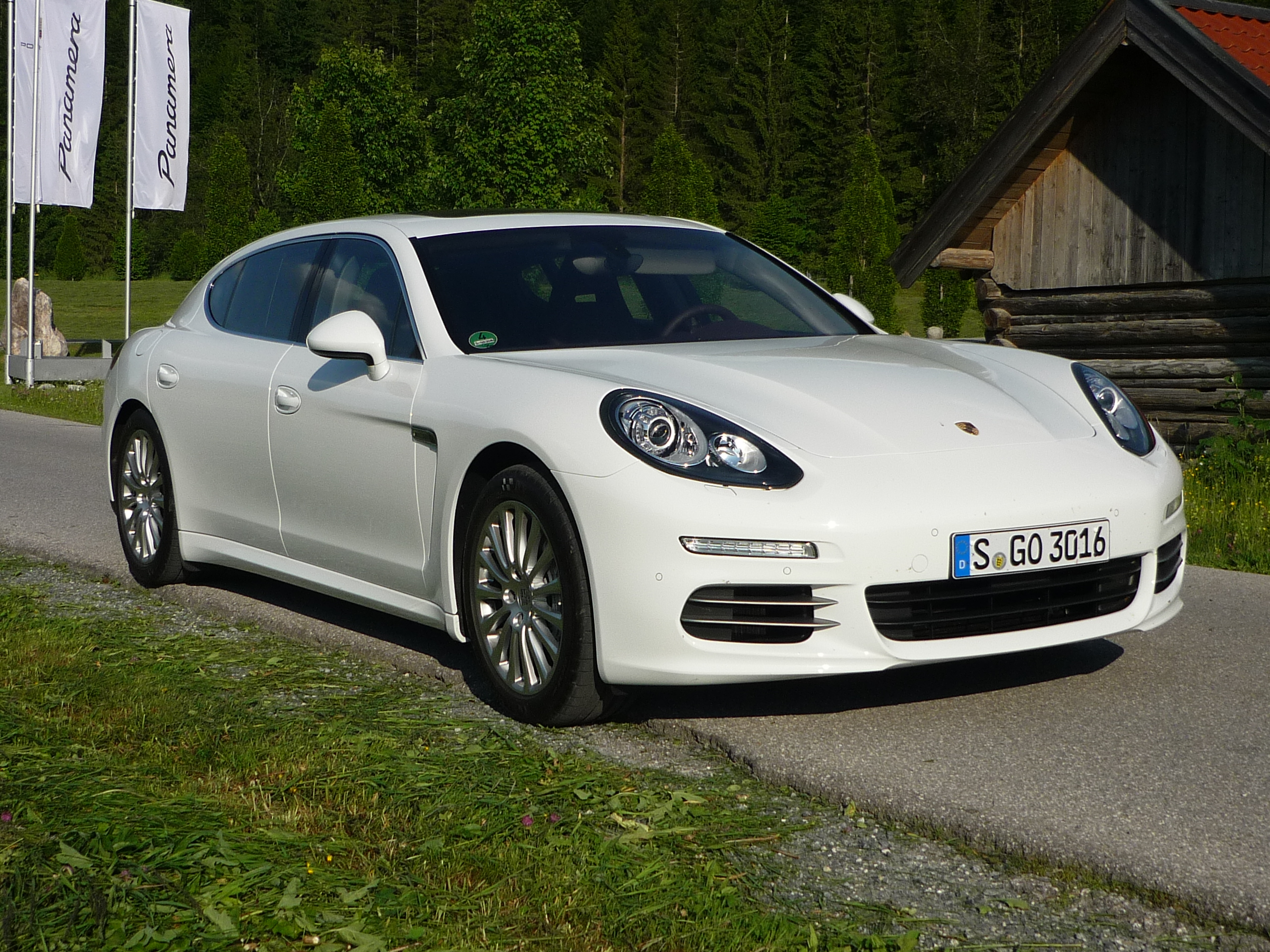
موديل 2013 بعد التغيير

## نموذج الجيل القادم
في معرض باريس الدولي للسيارات 2012 أعلن عن نموذج جديد باسم سبورت توريزمو.

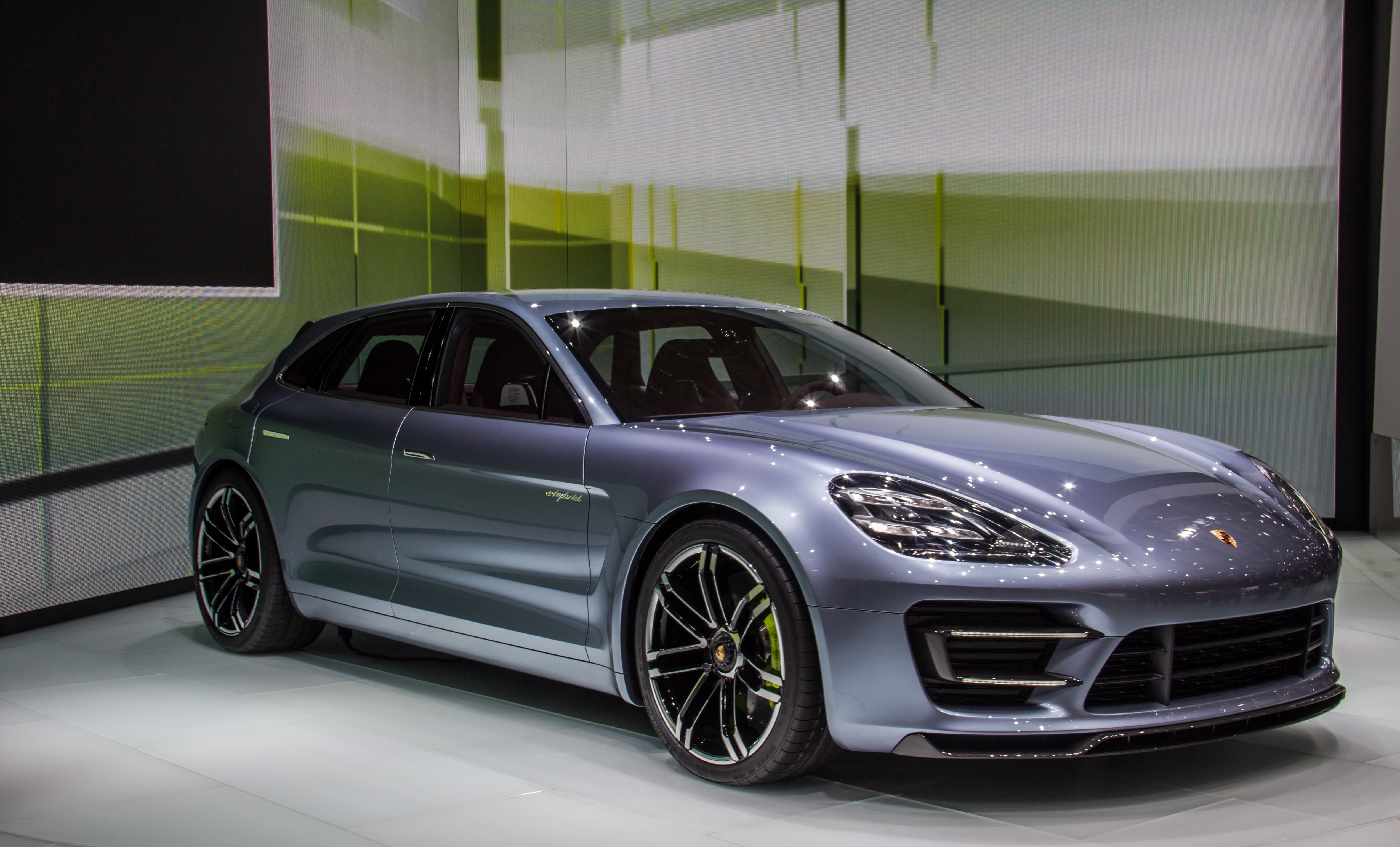
نظره اماميه

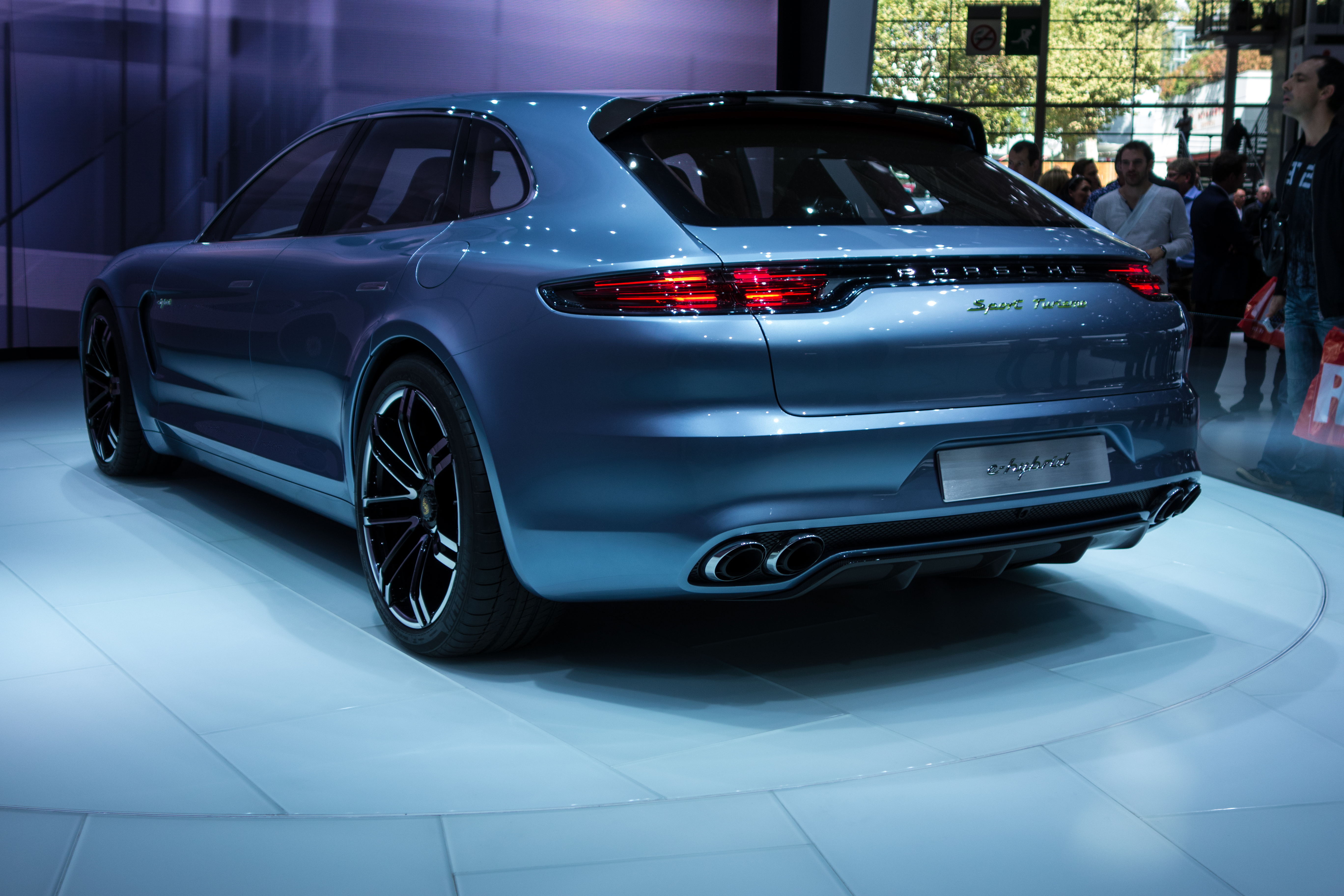
نظره خلفيه

## الاستقبال
على الرغم من الاختلافات في الأبعاد والتصميم، أشار أحد المراجعين إلى أن ديناميكيات القيادة في باناميرا كانت قريبة من ديناميكيات 911، و"يبدو أنها تشغل المنطقة الخالية بين سيارات السيدان الرياضية [الإنجليزية] الجيدة والسيارات الرياضية المناسبة"، وحتى الآن فازت باناميرا ببعض اختبارات المقارنة مع سيارات الأداء الأربعة الأخرى في السوق مثل مازيراتي كواتروبورتي وأستون مارتن رابيد [الإنجليزية]. كما تم الإشادة بالأداء مع صندوق هاتشباك بحجم 15.7 قدمًا مكعبًا (440 لترًا)، ونظام التعليق الهوائي المتكيف بأربع زوايا والذي يحافظ على التحكم الفائق مع توفير قيادة مريحة للطرق العامة. وصرح إدموندز أن باناميرا كانت إنجازًا هندسيًا مبتكرًا «يقدم بيانًا فريدًا حول الطريقة التي يمكن بها الجمع بين وسائل النقل الفاخرة والإمكانيات الجادة عالية الأداء في سيارة واحدة».
على عكس معظم السيارات المعاصرة المزودين بمحركات V8، فإن جميع طرازات باناميرا تتجنب ضريبة استهلاك الغاز في الولايات المتحدة. وتم الإشادة أيضًا بمحرك باناميرا V6-powered، حيث لا يزال محركها الأصغر يحتفظ بتسارع محترم، ولأنه قد تحسن التعامل مع أشقائه V8، نظرًا لكون المحرك أخف وزناً بمقدار 100 رطل (45 كجم) مما أعطى السيارة أفضل توزيع الوزن.
ومع ذلك وصفت مجلة كار في المملكة المتحدة طراز أس بأنه يفتقر إلى الطابع الرياضي، وهو ما عزوه إلى كون سيارتهم التجريبية «موجهة نحو الراحة بقدر الإمكان» ووصفت طراز توربو «بأنها فرصة ضائعة نيابة عن البورش» وستكون «أول سيارة خفيفة الوزن بأربعة مقاعد في العالم» لأن الطراز الأعلى يزن بقدر ما يزن أودي أس8.
عرضت نسخة 30 نوفمبر 2008 من برنامج توب جير من بي بي سي نظرة على باناميرا في قسمها الإخباري، حيث كان المقدمون الثلاثة ينتقدون المظهر بشدة. وفي طبعة يونيو 2009 شوهد ريتشارد هاموند وجيمس ماي يقودان باناميرا على طول الطريق A30 في ديفون في بريطانيا العظمى. فقد كانوا يتسابقون ضد رسالة مرسلة عبر البريد الملكي بين جزر سيلي وجزر أوركني.

## المبيعات
اعتبارًا من عام 2011 كان أكبر سوق وطني هو الولايات المتحدة حيث تم بيع 6188. المبيعات حسب المدن: لوس أنجلوس (890)، نيويورك (760)، هونغ كونغ (300)، دبي (285)، طوكيو (223)، ميونيخ (206)، موسكو (203)، شنغهاي (188)، هامبورغ (117)، وبرلين (108). المبيعات دوليًا حسب الطراز المختلف: باناميرا 4 أس (9394) وتوربيني (6171) وأس (4563) وفي6 (2390 - تم تقديمه قبل أسابيع).
في عام 2012 بلغ إجمالي مبيعات باناميرا الأمريكية 7614 وبلغ إجمالي المبيعات الكندية من باناميرا 422. في عام 2017 كانت معظم سيارات باناميرا المباعة في شمال أوروبا هجينة.

### شهرة إعلامية
في 20 أبريل 2007 أصبح شريط فيديو تجسس لبورشه باناميرا متاحًا على الإنترنت.
في سبتمبر 2008 أصدرت بورش أول صورة تشويقية لباناميرا. وفي أوائل أكتوبر 2008 تم التقاط صورة باناميرا غير مخفية في فيلم في بوسان من كوريا الجنوبية.
في 28 نوفمبر 2008 أرسلت بورش رسالة بريدية تحتوي على صورتين لباناميرا تم تصنيفهما على أنهما «أول صور رسمية لبورشه باناميرا» مع دعوة للوصول عبر الإنترنت إلى موقع بورش الولايات المتحدة.
في 19 أبريل 2009 كشفت بورش أخيرًا النقاب عن بورش باناميرا سيدان للجمهور في معرض شنغهاي للسيارات 2009. وكان من أبرز معالم الظهور الأول لباناميرا تركيب السيارة في مصعد الشحن في مركز شنغهاي المالي العالمي وإرسالها إلى الطابق 94 من ناطحة السحاب.
تم تقديم مفهوم نسخة ملكية من باناميرا في معرض باريس للسيارات 2012 [الإنجليزية] المسمى سبورت توريزمو. مدعومًا بتطوير نظام بورش الهجين الحالي المستخدم في باناميرا إس هايبرد، يستخدم نظام «إي-هايبرد» الجديد لمفهوم سبورت توريزمو يستخدم محرك V6 بقوة 333 حصاناً وشاحن سوبر تشارجد 3.0 لتر ومحرك كهربائي بقوة 95 حصانًا لـ 416 حصانًا مشتركًا و نطاق كهربائي يبلغ 30 كيلومترًا. على عكس نظام الإنتاج الحالي يعطي هذا الإعداد الهجين الإلكتروني الأولوية للدافع الكهربائي بالكامل ما لم يوجه السائق السيارة بخلاف ذلك. وتعتبر سبورت توريزمو من الناحية الفنية هجينًا مدمجًا حيث يمكن شحن حزمة بطارية الليثيوم أيون بالكامل في أقل من 2.5 ساعة عند توصيلها بمأخذ التيار الكهربائي الموجود على الحائط. تعلن بورش أن مجموعة نقل الحركة المدمجة تتقن التسارع من 0 إلى 62 ميلاً في الساعة في أقل من ست ثوانٍ، وأن سبورت توريزمو يمكن أن تتجاوز 80 ميلاً في الساعة أثناء العمل على الطاقة الكهربائية فقط.